# Vụ tấn công Maidan Shar
Vào ngày 21 tháng 1 năm 2019, Taliban đã giết chết hơn 100 thành viên lực lượng an ninh quốc gia Afghanistan trong một khu tập thể quân sự ở Maidan Shar ở miền trung Afghanistan. Vụ tấn công xảy ra trong các cuộc đàm phán đình chiến với Taliban và Hoa Kỳ.
Cuộc tấn công bắt đầu khi một kẻ tấn công đâm một chiếc xe đầy chất nổ vào khu tập thể, sau đó hai kẻ tấn công khác xông vào khu tập thể và nổ súng, trước khi bị giết trong các vụ đụng độ.
Một quan chức cấp cao của Bộ Quốc phòng Afghanistan nói rằng 126 người đã thiệt mạng trong vụ nổ. Taliban đã nhận trách nhiệm và tuyên bố rằng hơn 190 người đã thiệt mạng trong vụ tấn công.

## Diễn biến vụ tấn công
Những kẻ tấn công đã đâm một chiếc xe chứa đầy chất nổ thông qua một điểm kiểm tra quân sự và phát nổ nó trong trại của trung tâm huấn luyện lực lượng của Tổng cục An ninh Quốc gia (NDS) ở Maidan Shar, thủ phủ của tỉnh Maidan Wardak.
Sau vụ nổ, hai đến năm tay súng Taliban đã vào khuôn viên trường và bắn vào những người lính Afghanistan trước khi bị bắn trọng thương trong các cuộc đụng độ.
Theo các quan chức của Bộ Quốc phòng, Taliban đã sử dụng một chiếc xe Humvee mà họ đã lấy từ các lực lượng chính phủ để làm bom.
Cuộc tấn công diễn ra cùng ngày khi đại diện Taliban gặp Zalmay Khalilzad, đặc phái viên Hoa Kỳ về các cuộc đàm phán hòa bình Afghanistan, tại Qatar.
Sharif Hotak, một thành viên của hội đồng tỉnh ở Maidan Wardak, nói, "vụ nổ rất mạnh. Toàn bộ tòa nhà đã sụp đổ."

## Thương vong
Các quan chức địa phương nói rằng không có xác nhận chính thức nào về thương vong của quân đội và nhân viên NDS đã được đưa ra, thêm vào đó các quan chức cho biết không thảo luận về con số này với giới truyền thông vì sợ ảnh hưởng đến tinh thần. [
Một nguồn tin khác ở tỉnh Maidan Wardak báo cáo rằng hơn 100 thành viên của NDS đã thiệt mạng trong vụ tấn công.
Sharif Hotak nói "nhiều người khác đã thiệt mạng" và anh ta nhìn thấy xác của 35 binh sĩ Afghanistan trong bệnh viện. Hotak khẳng định rằng chính phủ đang che giấu những con số thương vong. [7] Khawanin Sultani, một thành viên hội đồng tỉnh, cho biết vụ tấn công khiến hơn 70 người bị thương.
Zabiullah Mujahid, phát ngôn viên của phiến quân Taliban, tuyên bố 190 người đã thiệt mạng trong vụ tấn công.